# Дудченко, Арсений Константинович
Арсений Константинович Дудченко (род. 29 апреля 1998, Батайск) — российский спортсмен, мастер спорта России по академической гребле, призёр Чемпионатов России по академической гребле в классе лодок четвёрка без рулевого, и восьмёрка с рулевым. В настоящее время является выступающим пауэрлифтером в дисциплине жим лёжа, является мастером спорта (WPF), а также победителем Чемпионата Европы 2022 года (WRPF) в дисциплине народного жима, и победителем Чемпионата мира 2023 года (WRPF) в дисциплине русского жима.

## Карьера
Начинает карьеру в академической гребле в 2011 году, в классе лодок одиночка, преодолел возрастные ограничения, до этого тренировался в дисциплине рукопашного боя. Первым тренером были К. В. Бирюков и Г. Р. Нагаев.
2016 — начал спортивную карьеру в классе лодок двоек распашных, выступал в юношеской сборной РФ.
2017 — перебрался в Москву, где начал тренироваться у тренера С. А. Смирнова.
В последние годы в академической гребле активно тренировался при поддержке тренера В. М. Рожкова.
2022 — переквалифицировался на соревнования в дисциплине жим лёжа, начал сочетать спортивную карьеру.
2024 — начал работу с тренером по пауэрлифтингу Н. В. Михеевым.

## Хронология
2016 — отбор в юношескую сборную по академической гребле, в составе которой выиграл отборочные соревнования на юношеское Первенство Европы в классе лодок восьмёрок с рулевым.
2017 — в составе сборной Москвы по академической гребле выиграл отборочные соревнования на молодёжное Первенство Европы в классе лодок восьмёрок с рулевым.
2018 — на молодёжном Первенстве России занял 3-е место в классе лодок четвёрок без рулевого, выполнив норматив мастера спорта России. Прошел отбор в молодёжную сборную России по академической гребле.
2019 — в составе молодёжной сборной России по академической гребле выиграл отборочные соревнования на молодёжное Первенство мира в классе лодок четвёрка без рулевого. Занял 3-е место на Чемпионате России в классе лодок четвёрка без рулевого.
2020 — в составе молодёжной сборной России по академической гребле выиграл отборочные соревнования на молодёжное Первенство Европы в классе лодок четвёрка с рулевым. Занял 2-е место на Первенстве России среди спортсменов до 23 лет, завершив тем самым свою карьеру в категории юниоров.
2021 — на Чемпионате России занял 3-е место в классе лодок восьмёрок с рулевым. Готовился к отборочным соревнованиям в сборную России старшей возрастной категории в классе лодок двойки без рулевого, но партнёр Арсения по двойке А. Рудниченко не смог принять участие в отборочных соревнованиях в связи с ротовирусной инфекцией, в связи с чем отбор в сборную был не пройден.
2022 — принял решение о завершении спортивной карьеры гребца академического стиля, и переквалифицировался на занятиях пауэрлифтингом, в дисциплине жима лёжа. Занял 1-е место на Чемпионате Европы (WRPF) в дисциплине народного жима.
2023 — занял 1-е место на Чемпионате мира (WRPF) в дисциплине русского жима.
2024 — перенёс операцию по удалению гланд, так как все годы спортивной карьеры до этого страдал хроническим тонзиллитом. После долгого послеоперационного периода принял решение начать работу с тренером по пауэрлифтингу Н. В. Михеевым. На Национальном Чемпионате (WPF) занял 4-е место, показав результат на равных с 3-м, но уступив ему по коэффициенту, выполнив норматив мастера спорта (WPF).